# Bertus (Disney-personage)
Bertus is in sommige Disney-verhalen de butler van Dagobert Duck. Bertus komt bijna alleen maar voor in de Donald Duck pocket en Donald Duck Dubbelpocket.
Bertus is een uiterst nette en verfijnde butler. Hij woont tevens in het geldpakhuis van Dagobert. Tot zijn taken behoren het opdienen van het ontbijt, lunch en avondeten, het schoonmaken, het binnenlaten van bezoekers en hulp bieden aan de verdediging van het pakhuis. Ook kan hij als chauffeur dienen, wanneer Dagobert toch besluit met zijn auto te gaan. Dit is zelden, omdat Dagobert dat te duur vindt en liever wordt gebracht door Donald Duck of liever gaat lopen.
Bertus geeft zijn baas soms ook raad over hoe hij een bepaalde situatie beter kan oplossen. Indien een plan van Bertus echter verkeerd uitpakt, wordt Bertus hierover zeker aangesproken door Dagobert.
Bertus krijgt, net als al het andere personeel van Dagobert, zwaar onderbetaald en geen vrije dagen. Mocht Bertus Dagobert subtiel vragen om geld of een vrije dag, dan wordt hier korte metten mee gemaakt door Dagobert. Dagobert weet namelijk nog perfect hoe hij Bertus 20 jaar geleden ooit een vrije middag heeft gegeven.
Desondanks werkt Bertus al lange tijd trouw voor Dagobert Duck. Hij heeft één keer ontslag genomen, maar al snel hierna ging hij gewoon weer bij Dagobert in dienst. 

## Vergelijkbare personages
In DuckTales heeft Dagobert Duck een andere butler, Van Stoetenwolf.